# ユムシ
ユムシ（学名：Urechis unicinctus）は、環形動物門ユムシ動物ユムシ綱ユムシ目ユムシ科の海産無脊椎動物。漢字では螠虫（螠は虫偏に益の旧字体）と書く。別名にコウジ。北海道ではルッツ（「ルッツ」という呼称は一説に「ミミズに似る」という意味のアイヌ語「ルッチ」が由来とされる。）、和歌山県ではイイ、九州地方ではイイマラ、英語ではペニスフィッシュ（Penis Fish）などとも呼ばれている。

## 生態
体長は10から30cm、日本各地、ロシア、朝鮮半島、山東半島の干潟や、砂浅海の砂泥中に深さ50cmにも達するU字型の巣穴を掘って棲む。北日本産は大きくなる。干潮時には巣穴に隠れる。体部は細長い円筒形で、前端に吻をもち、その吻の付け根に口がある。付属肢も疣足もないが、わずかに剛毛がある。脳（頭部神経節）はない。ヒトデやナマコと同様にデトリタスを餌としている。

## 利用

### 食用

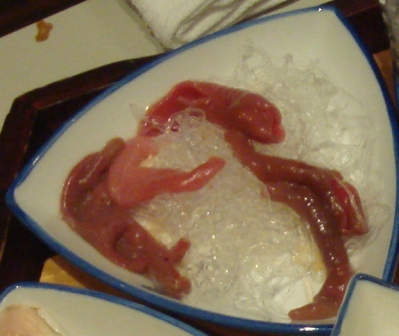
韓国で刺身にされたユムシ

韓国では、砂地の海底で鈎状の漁具を曳いて採り、「ケブル（개불）」と称して沿岸地域で刺身のように生食したり、串焼き、ホイル焼きなどにされ、地方などで食べられている。
中国の大連市や青島市などでは「ハイチャン（海腸、拼音: hǎicháng）」と称して、ニラなどと共に炒め物にしたり、茹でて和え物にして食べる。
日本でも北海道石狩市などで、刺身、酢味噌和え、煮物、干物など食用にされる。
グリシンやアラニンなどのアミノ酸を多く含むため、甘味があり、コリコリした食感で、ミル貝に似た味がする。

### 釣り餌
クロダイやマダイ釣りの釣り餌としても使われる。クロダイの特効薬として知られる。